# Circuito de Asmara
El Circuito de Asmara es una carrera ciclista profesional como clásica de un día en Eritrea, la prueba se creó en el 2013 y recibió la categoría 1.2 dentro de los Circuitos Continentales UCI formando parte del UCI Africa Tour.

## Palmarés
| Año       | Ganador             | Segundo           | Tercero      |
| --------- | ------------------- | ----------------- | ------------ |
| 2013      | Abdellah Ben Youcef | Daniel Teklay     | Nahom Desale |
| 2014-2015 | No se disputó       |                   |              |
| 2016      | Yonas Fissahaye     | Aklilu Gebrehiwet | Dawit Haile  |
| 2017      | Michael Habtom      | Yohan Tesfay      | Meron Musie  |

## Palmarés por países
| País    | Victorias |
| ------- | --------- |
| Eritrea | 2         |
| Argelia | 1         |